# 제곱근 3
{\displaystyle 1.73205080756887729352744634150587236694280525381038062805580697945}제곱근 3 또는 루트 3 또는 3의 양의 제곱근은 자기 자신과 곱하여 3가 되는 양의 실수이다. {\displaystyle {\sqrt {3}}}로 표기한다.
3의 제곱근은 자기 자신과 곱하여 3가 되는 실수이다. 3의 양의 제곱근과 3의 음의 제곱근이 있으며, {\displaystyle \pm {\sqrt {3}}}로 표기한다.
3의 제곱근은 기약분수로 나타낼 수 없는 무리수이다. 실제 3의 제곱근의 값은 순환되지 않는 무한 소수로 소수점이하 30자리까지의 근삿값은 다음과 같다.

## 테오도로스의 상수
테오도로스의 상수로 불리는 {\displaystyle {\sqrt {3}}}은 단위 큐브의 공간 대각선 길이 이기도 하다.
- {\displaystyle {\sqrt {3}}=1.732050807...}(OEIS의 수열 A002194)

## 3{\displaystyle {\sqrt {3}}}의다중근호표현
{\displaystyle {\sqrt {3}}={\sqrt[{3}]{3+{\sqrt[{3}]{3+{\sqrt[{3}]{3+{\sqrt[{3}]{3+{\sqrt[{3}]{3+{\sqrt[{3}]{3+{\sqrt[{3}]{3+{\sqrt[{3}]{3+\dots }}}}}}}}}}}}}}}}}

## 같이 보기
- {\displaystyle {\sqrt {2}}}
- {\displaystyle {\sqrt {5}}}

## 참고
- (매스월드) http://mathworld.wolfram.com/TheodorussConstant.html